# 鶴亀先生
『鶴亀先生』（つるかめせんせい）は、源氏鶏太による日本の小説であり、1953年10月から12月まで「小説新潮」に連載された。
また、同作を原作とした1954年公開の日本の長篇劇映画（新東宝）、同じく同作を原作とした3度のテレビドラマ。なお、松竹新喜劇で舞台化もされている。

## ストーリー
田舎の中学校の体操教師をしていた鶴亀先生こと中林千万年先生は、自分の教育成果を確認するために上京し、かつての教え子たちを訪ね歩く。

## 映画

### スタッフ・作品データ
- 監督：青柳信雄
- 脚色：木村英一
- 原作：源氏鶏太
- 製作：青柳信雄 、 小坂隆文
- 撮影：平野好美
- 美術：黒沢治安
- 音楽：鈴木静一
- 録音：道源勇二
- 照明：関川次郎
- 製作：新東宝
- 公開：1954年7月20日
- 時間：92分

### キャスト
- 鶴亀先生：上原謙
- 鶴亀夫人：花井蘭子
- 畑中次郎：高島忠夫
- 有田文子：筑紫あけみ
- 花好課長：森川信
- 夫人朝子：相馬千恵子
- 吉本さん：児玉一郎
- 井沢睦子：若宮清子
- ユリー：三原葉子
- 世田直助：若月輝夫
- 井上八百安：三木のり平
- 細君お常：花岡菊子
- 松岡社長：三原純
- 松岡夫人：徳大寺君枝
- 娘美智子：小沢路子
- 伜金太郎：水村国臣
- 女中シノ：城実穂
- 石山勝助：木戸新太郎
- 毛利さん：川部守一
- 荒木さん：斎藤達雄
- 管理人渡辺：小倉繁

## テレビドラマ

### 1959年版
1959年9月6日に毎日放送で放送。放送時間は日曜16:50 - 17:50（JST）。なお当時毎日放送をネットしていたNET（現：テレビ朝日）は、ネットはしたかは不明。
- 出演：益田喜頓、佐々十郎、トニー谷、伊東亮英、環三千世
- 脚本：竹内伸光

### 1961年版
『鶴亀先生上京す』のタイトルで1961年4月23日と同年4月30日の2回にわたって、TBS系列の『リコー・アワー 源氏鶏太シリーズ』（日曜21:00 - 21:30。理研光学工業(現：リコー)一社提供）の最終回で放送。
- 出演：坂東蓑助、吉川満子、青木純子、渡辺篤

### 1967年版
『鶴亀先生上京す』のタイトルで1967年11月13日、NET（現・テレビ朝日）の『みんな世のため』（月曜日20:00 - 20:56）の中の１作として放送。
- 出演：伴淳三郎、宍戸錠、愛京子、北あけみ、桜京美、太刀川寛、青空あきお、武藤英司、外野村晋
- 脚本：浅見文吉

## 註
1. ↑  1960年10月2日付「毎日新聞」ラジオ・テレビ欄下の番組広告より